# Globotruncanella
Globotruncanella es un género de foraminífero planctónico de la subfamilia Abathomphalinae, de la familia Globotruncanidae, de la superfamilia Globotruncanoidea, del suborden Globigerinina y del orden Globigerinida. Su especie tipo es Globotruncana citae. Su rango cronoestratigráfico abarca el Maastrichtiense medio y superior (Cretácico superior).

## Descripción
Globotruncanella incluía especies con conchas trocoespiraladas comprimidas, de forma planoconvexa a cóncavoconvexa; sus cámaras eran inicialmente subglobulares y finalmente petaloideas, subtrapezoidales en el lado espiral; sus suturas intercamerales eran rectas e incididas; su contorno era lobulado; su periferia era truncada a angulosa, con una banda imperforada o una verdadera carena consistente en unión de pústulas en la periferia (muricocarena); su abertura principal era interiomarginal, umbilical, con el área umbilical protegida por un gran pórtico que cubre gran parte del ombligo, el cual llega a formar una tegilla por coalescencia con los pórticos de las cámaras precedentes, y que dejan aberturas accesorias intralaminares o infralaminares; presentaban pared calcítica hialina, perforada con poros cilíndricos, y superficie pustulosa (muricada).

## Discusión
Globotruncanella fue inicialmente definido de manera incorrecta, siendo considerado nomen nudum y su nombre invalidado según el Art. 13 del ICZN. Sin embargo, poco después, el autor rectificó describiéndolo correctamente y el género ha sido utilizado desde entonces. Antiguamente se consideraba Globotruncanella un sinónimo subjetivo posterior de Globotruncana. Clasificaciones posteriores han incluido Globotruncanella en la superfamilia Globigerinoidea.

## Paleoecología
Globotruncanella incluía especies con un modo de vida planctónico, de distribución latitudinal cosmopolita, y habitantes pelágicos de aguas superficiales e intermedias (medio epipelágico a mesopelágico superior).

## Clasificación
Globotruncanella incluye a las siguientes especies:
- Globotruncanella citae †
- Globotruncanella havanensis †
- Globotruncanella minuta †
- Globotruncanella petaloidea †
- Globotruncanella pschadae †

Otras especies consideradas en Globotruncanella son:
- Globotruncanella caravacaensis †
- Globotruncanella kefennsoura †
- Globotruncanella piramidalis †
- Globotruncanella semsalensis †